# Midwolda

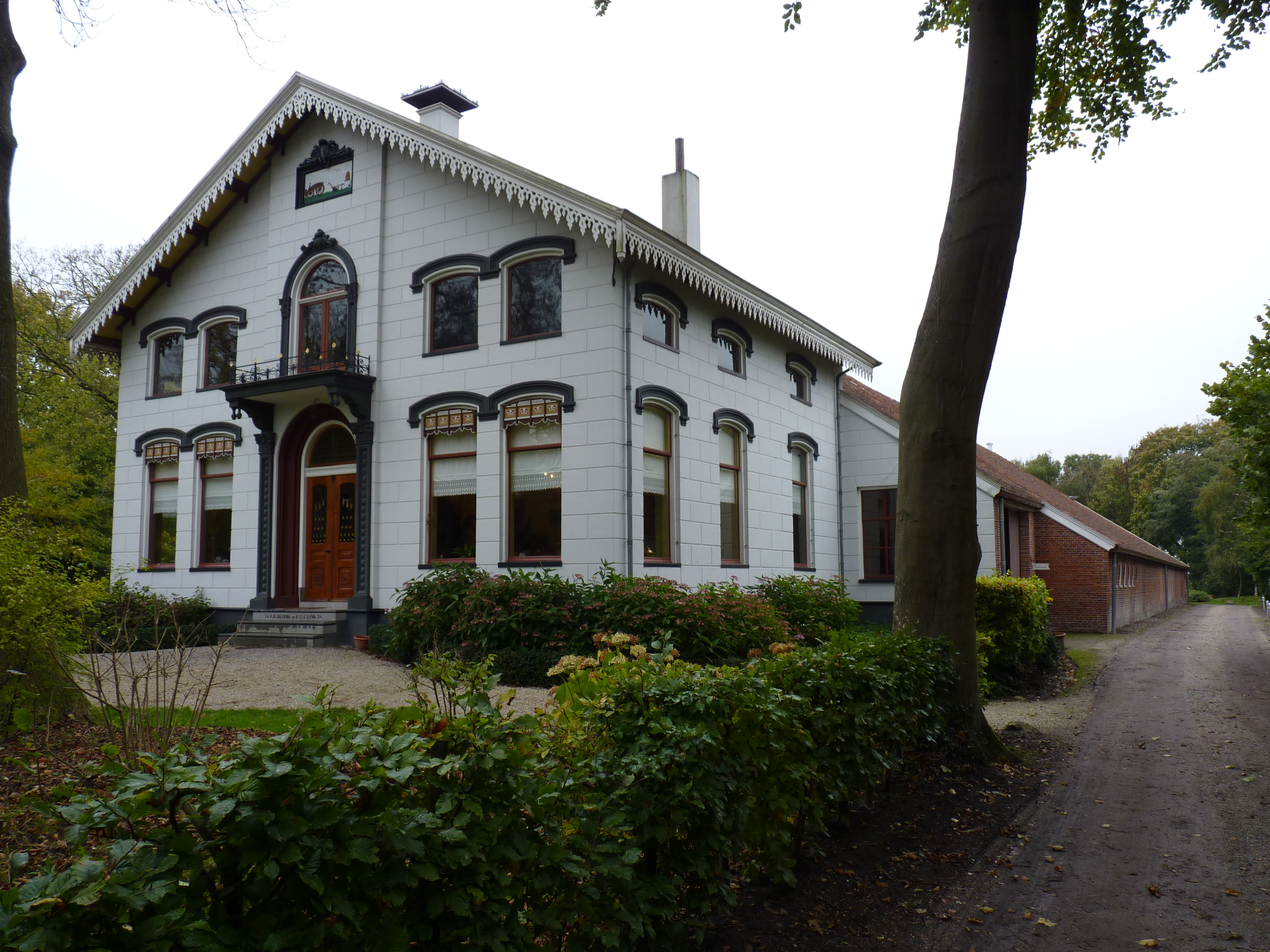
Edificio classificato come rijksmonument a Midwolda

Midwolda  (in Gronings: Midwolle) è un villaggio di circa 2.000 abitanti del nord-est dei Paesi Bassi, facente parte della provincia della Groninga e situato nella regione di Oldambt e lungo la sponda orientale dell'Oldambtmeer. Dal punto di vista amministrativo, si tratta di un ex-comune, dal 1990 accorpato alla municipalità di Scheemda, comune a sua volta inglobato nel 2010 nella nuova municipalità di Oldambt.

## Geografia fisica
Midwolda si trova nella parte centro-orientale della provincia di Groninga, tra le località di Scheemda e Nieuwenschans (rispettivamente a nord-est della prima e a nord-ovest della seconda), a circa 13 km a nord di Winschoten. 

## Storia

### Simboli
Nello stemma di Midwolda su campo d'argento è raffigurata una chiesa con quattro torri, sul cui tetto è posato un uccello rivoltato, il tutto di rosso, sulla campagna di verde, accompagnata in capo da cinque stelle d'oro, poste 3 e 2.

## Monumenti e luoghi d'interesse
Midwolda conta 22 edifici classificati come rijksmonumenten.

### Ennemaborgh
Tra i principali edifici d'interesse di Midwolda, figura l'Ennemaborgh, un castello costruito a partire dal XIV secolo.
|  |

### Chiesa protestante
Al nr. 168 della Hoofdweg, si trova la chiesa protestante, risalente al 1738.

### Dollard's Heerd
Altro edificio d'interesse è il Dollard's Heerd, una fattoria risalente al XVII secolo.

## Geografia antropica

### Suddivisioni amministrative
Buurtschappen
- Niesoord